# Michal Hornstein
Michal Hornstein (né le 17 septembre 1920 à Cracovie, et mort le 25 avril 2016 à Montréal) est un homme d'affaires et philanthrope canadien.

## Biographie
Diplômé de l'École commerciale de Cracovie, il y était encore en 1939 lors de l'invasion de la Pologne par les Allemands. Il fut arrêté et déporté à Auschwitz, il réussit à s'échapper en sautant du train et se cache dans les forêts de Tchécoslovaquie, il vivra ensuite clandestinement à Budapest. Libéré par l'armée russe en 1944, il part pour l'Italie en 1946 et vit à Rome jusqu'en 1951. C'est là, incité par Renata, sa future femme et passionnée par les maîtres anciens, qu'il commence sa collection.
Il émigre au Canada en 1951, s'installe à Montréal et est fait citoyen canadien en 1957. Il se lance en affaires et incorpore la compagnie Federal Construction Ltd, société immobilière dont il est le président depuis 1952. Il entre comme membre du conseil d'administration au Musée des beaux-arts de Montréal (MBAM) en 1970. Il est vice-président du conseil depuis 1979 et, depuis 1982, président du comité d'acquisition d'art européen avant 1900.
Il parle couramment le polonais, l'allemand, l'italien, le yiddish et l'anglais.
Il est très impliqué dans plusieurs causes humanitaires et culturelles. Il est aussi avec sa femme (Renata) un important mécène d'art. Ses contributions financières et matérielles au Musée des beaux-arts de Montréal lui ont valu plusieurs honneurs. Un pavillon du MBAM porte d'ailleurs son nom. Il fait don de nombreuses œuvres de plusieurs maîtres anciens ainsi qu'une des plus importantes collections des dessins du Suisse Ferdinand Hodler (1853-1918).
Comme autre contribution, il faut noter la création, le 4 novembre 2004, de la Chaire Michal et Renata Hornstein en chirurgie cardiaque de l’Université de Montréal et de l'Institut de cardiologie de Montréal. Cette chaire, dont le docteur Raymond Cartier est titulaire, vise au développement de la chirurgie valvulaire mini-invasive sous contrôle endoscopique.
Le 21 mars 2012, le Musée des beaux-arts de Montréal annonce le plus important don privé dans l'histoire des beaux-arts au Québec de la part de Renata et Michal Hornstein. Ce don entraîne un nouvel agrandissement du musée avec la construction d'un cinquième pavillon, le pavillon pour la paix Michal et Renata Hornstein, inauguré le 19 novembre 2016. Une subvention de 18,5 millions de dollars pour cette construction, dans le cadre du 375e anniversaire de Montréal, est accordée par le Gouvernement du Québec. Parmi les œuvres données figurent plusieurs tableaux de l'art néerlandais du XVIIe siècle, dont Jan Steen, Pieter Claesz et Jan Lievens.
En juin 2013, il est nommé grand officier de l'Ordre national du Québec. Son épouse Renata est morte en juillet 2016 à l'âge de 88 ans, trois mois après son mari.

## Philanthropie

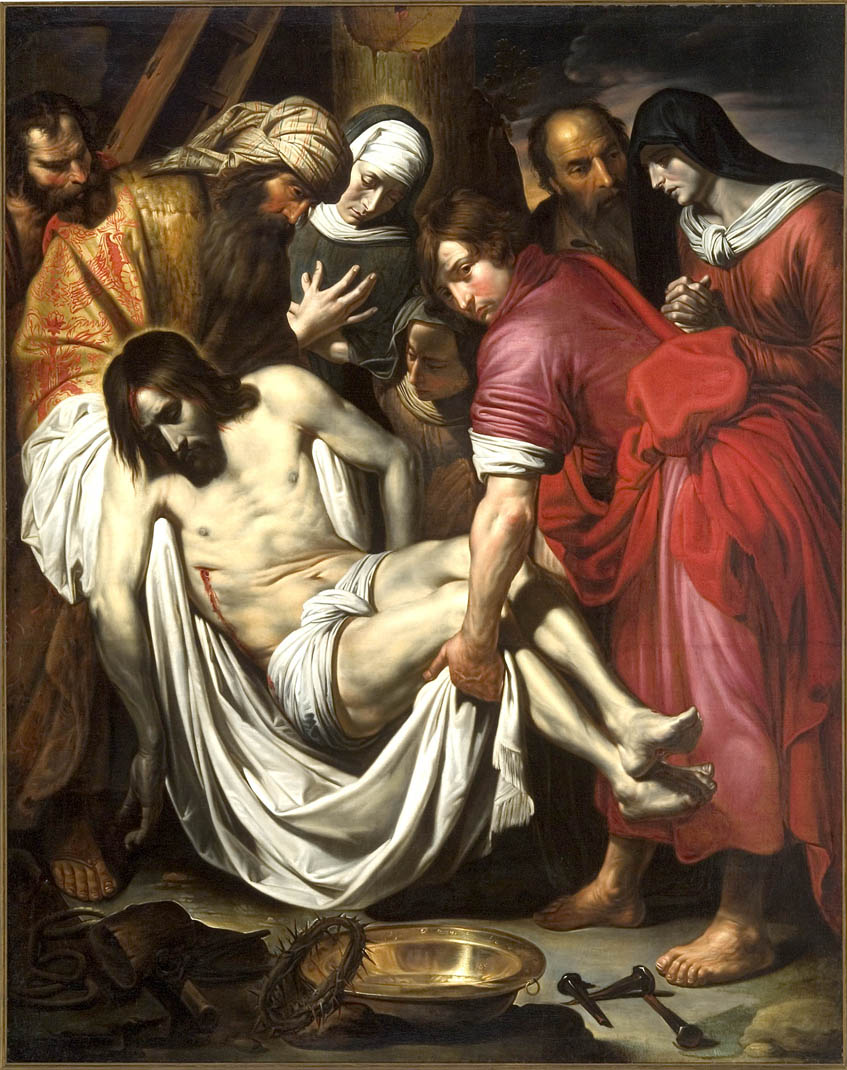
La Déposition de Pieter van Mol, XVIIe siècle, huile sur toile,, Musée des beaux-arts de Montréal, don de Michal Hornstein.

Autres œuvres offertes au Musée des beaux-arts de Montréal : 
- Une nature morte du peintre français Jacques Linard, datée de 1640.
- Nature morte avec gibier de Frans Snyders, à l'occaison du 150e anniversaire du musée.

## Honneurs
- 1984 - Membre de l'Ordre du Canada
- 1993 - Chevalier de l'Ordre national du Québec
- 2002 - Officier de l'Ordre national du Québec
- 2013 - Grand officier de l'Ordre national du Québec